# 佐藤博正
佐藤 博正（さとう ひろまさ、1955年8月10日 - ）は、北海道出身の元プロ野球選手。ポジションは投手。

## 来歴・人物
札幌市立北辰中学校時代から本格派投手として知られ、道内の複数の強豪校から誘われたが、中学の先輩である中島憲二が監督を務める札幌商業高校に進む。同高では1年秋からエースとなり、3年次の1973年の春季北海道大会で準優勝。同年の夏の甲子園南北海道予選では、決勝で夕張南高を完封し甲子園出場を決める。この予選では7試合62イニングで93奪三振を記録したが、これは夏の地方大会としては近藤重雄（1960年、110奪三振）、沢村栄治（1934年、97奪三振）に次ぐ記録であった。夏の選手権では、1回戦で京都商の小竹重行（同大－日本新薬）と投げ合い、延長11回0-1で惜敗。アンダースローで、コーナーにキレのあるストレート、小さなカーブをうまく投げ分けた。
1973年ドラフト会議でロッテオリオンズから1位指名を受け入団。1976年4月10日の対阪急戦で一軍初登板を果たして1回2/3を無失点に抑えたが、これが一軍では唯一の登板となった。その後は7試合に偵察要員として先発メンバーに名を連ねた。ゲーム中、ダッグアウトでは「ヤジ将軍」を務めていた。1979年4月17日に、ウエスタン・リーグの阪神タイガース戦でノーヒット・ノーランを記録した。1980年限りで引退。

## 詳細情報

### 年度別投手成績
| 年 度     | 球 団     | 登 板 | 先 発 | 完 投 | 完 封 | 無 四 球 | 勝 利 | 敗 戦 | セ 丨 ブ | ホ 丨 ル ド | 勝 率 | 打 者 | 投 球 回 | 被 安 打 | 被 本 塁 打 | 与 四 球 | 敬 遠 | 与 死 球 | 奪 三 振 | 暴 投 | ボ 丨 ク | 失 点 | 自 責 点 | 防 御 率 | W H I P |
| --------- | --------- | ----- | ----- | ----- | ----- | -------- | ----- | ----- | -------- | ----------- | ----- | ----- | -------- | -------- | ----------- | -------- | ----- | -------- | -------- | ----- | -------- | ----- | -------- | -------- | ------- |
| 1976      | ロッテ    | 1     | 0     | 0     | 0     | 0        | 0     | 0     | 0        | --          | ----  | 6     | 1.2      | 0        | 0           | 1        | 0     | 0        | 0        | 0     | 0        | 0     | 0        | 0.00     | 0.60    |
| 通算：1年 | 通算：1年 | 1     | 0     | 0     | 0     | 0        | 0     | 0     | 0        | --          | ----  | 6     | 1.2      | 0        | 0           | 1        | 0     | 0        | 0        | 0     | 0        | 0     | 0        | 0.00     | 0.60    |

### 記録
- 初登板：1976年4月10日、対阪急ブレーブス前期1回戦（宮城球場）、8回表1死に4番手で救援登板・完了、1回2/3を無失点

### 背番号
- 23 （1974年）
- 35 （1975年 - 1979年）
- 66 （1980年）